# 白承道
白承道（韓語：백승도，1995年5月16日—），韓國男演員。2004年透過KBS電視劇《不滅的李舜臣》以童星身分出道，出道至今曾參與多部大熱作品如《薯童謠》、《大王世宗》和《一枝梅》。

## 演出作品

### 電視劇
| 年份   | 電視台     | 劇名                        | 飾演角色      | 備註           |
| 2004年 | KBS        | 《不滅的李舜臣》            | 信城君李珝    |                |
| 2004年 | SBS        | 《妻子的叛亂》              |               |                |
| 2005年 | SBS        | 《薯童謠》                  | 於翠太子      |                |
| 2007年 | KBS        | 《KBS Drama City - 小巨人》 | 張泰山        |                |
| 2007年 | SBS        | 《王和我》                  | 鄭漢守        | 安在模童年角色 |
| 2008年 | KBS        | 《大王世宗》                | 誠寧大君 李褈 |                |
| 2008年 | SBS        | 《一枝梅》                  | 卞施莞        | 金武烈童年角色 |
| 2009年 | MBC        | 《2009外人球團》            | 吳會城        | 尹泰榮童年角色 |
| 2011年 | JTBC       | 《仁粹大妃》                | 朝鮮中宗      |                |
| 2012年 | KBS        | 《我的女兒㥠榮》            | 李相遇        | 朴海鎮童年角色 |
| 2014年 | SBS        | 《沒關係，是愛情啊》        | 小歡          |                |
| 2014年 | SBS        | 《對我而言可愛的她》        | 金道赫        |                |
| 2016年 | 網劇       | 《噩夢老師》                | 吳基澈        |                |
| 2016年 | tvN        | 《Dear My Friends》         | 吳忠南親侄子  |                |
| 2017年 | KBS TV小說 | 《那女人的大海》            | 崔正植        |                |
| 2017年 | KBS        | 《Viva合唱團》              |               |                |
| 2017年 | KBS        | 《Andante》                 | 白承道        |                |
| 2018年 | tvN        | 《Live》                    | 高勝載        |                |
| 2022年 | tvN        | 《我們的藍調時光》          | 朴基俊        |                |
| 2023年 | tvN        | 《无用的谎言》              | 海段          |                |

### 電影
| 年份   | 片名           | 飾演角色 | 備註       |
| 2006年 | 《伴我走天涯》 |          | 乞食的弧兒 |
| 2009年 | 《飛吧 企鵝》  |          |            |
| 2012年 | 《嫌疑犯X》    |          | 鍚高班學生 |

## 備註
1. ↑  由演員尹汝貞飾演

## 外部連結
- 白承道的Instagram帳戶
- 白承道在HanCinema的頁面（英文）